# Alta Ibéria
Alta Ibéria (em georgiano: ზემო ქართლი; romaniz.: Zemo Kartli) é uma região histórica no sudoeste da Geórgia, compreendendo as terras na bacia superior do rio Cura (das origens do Cura até Taxiscari) e na bacia do rio Choroqui, tornando-a uma sub-região da grande Ibéria. Até o século XVI, incluía Mingrélia, Javaquécia, Eruxécia, Atona, Cola, Clarjécia, Xavexécia, Tao e Sispiritis.